# Manzaneros de Cuauhtémoc
Manzaneros de Cuauhtemoc es uno de los equipos más importantes de béisbol del estado de Chihuahua, fue fundado en 1967, es un equipo que representa la zona noroeste del estado de Chihuahua tiene un total de 11 títulos en su historia, empezó a destacar con grandes figuras como José Manuel "El Zambo" González, Manuel "Meme" Sáenz, Arturo "Zurdo" Carrasco, Rafael "Zurdo" García, entre otros, es once veces campeón y su figura más grande es Jesus " El Bambino " Aviles.

## La década de los 70's, dominada por Manzaneros.
A mediados de los 70's Manzaneros se convirtió en un equipo invencible, ganó los títulos de 1975, 1976, 1977 y 1978. En 1979 Manzaneros buscaba empatar la marca de Indios de 5 títulos de manera consecutiva pero cayeron en la final ante los Dorados de Chihuahua. Al año siguiente, en 1980, Manzaneros ganó un campeonato más en una serie dramática ante los Mineros de Parral.
En los 80's Manzaneros fue un equipo peleador, fue protagonista pero siempre se quedó en la orilla, perdió finales con Mineros y Algodoneros. A final de los 80's Cuauhtemoc se convirtió en un equipo de media tabla pese a tener gente de calidad, llegando a tal grado de descender a la segunda fuerza en 1990.

## La década de los 90's, Manzaneros vuelve al protagonismo.
En 1991 los Manzaneros tuvieron un buen equipo encabezados con gente como Jesús Avilés, Luis Armando Mungaray, Horacio López, Cuauhtemoc Rocha,  José Alberto Duarte, entre otros. Manzaneros volvió a la primera fuerza en 1991 al vencer a Venados de Madera. En esa misma temporada los Manzaneros calificaron a la final pero no pudieron ante el trabuco de Faraones de Nuevo Casas Grandes. En 1992 los Manzaneros tuvieron una gran temporada, Jesús Avilés se llevó el espectáculo del estatal por lograr la marca de 102 ponches y estaba entre los 10 mejores bateadores, pero la mala administración de la Asociación terminaron el campeonato por un boicot y Cuauhtemoc no pudo ganar el título. 
En 1993 el equipo inició mal, agregue a los problemas que Jesús Avilés se lesionó y perdió el brazo de lanzar, con todo y eso Manzaneros calificó y llegó a la final, pero cayeron con los Dorados de Chihuahua en 5 juegos. En 1994 Manzaneros tuvo una temporada regular con un equipo muy experto, decidido a ganar el título, calificaron a la final y se pusieron en la serie 3-1, pero Mineros de Parral reaccionó y Manzaneros tuvo que conformarse con el subcampeonato.

## 1995: Manzaneros es campeón.
En 1995 los Manzaneros contrataron gente que ayudarían a formar un buen equipo como Miguel Ángel Castillo, Miguel Ángel Navarrete y Guillermo Armenta, en esta temporada los Manzaneros fue un equipo regular, no tuvo bajones de nivel de juego y ello le permitió llegar una vez más a la final ante los Indios de Cd. Juárez, donde por fin, después de 15 años de espera, Manzaneros se coronó. En 1996 ante un mal inicio y un mal final de torneo, Manzaneros no pudo calificar y dejó la corona en el aire. En 1997 Manzaneros inició mal y al final con el gran trabajo de Rafael "Zurdo" García al mando la Sexta Zona llegó de nuevo a la final pero cayeron por barrida ante los Dorados.

## 1998: Manzaneros de bateo largo
1998 será recordad por ser un año malo para el pitcheo del estatal y por el exagerado bateo de Manzaneros los cuales en un juego pulverizaron a Dorados con Score de 31-17. El equipo de Cuauhtemoc fue una máquina imparable, siendo su momento de más peligro en Semifinales cuando Parral parecía que los dejaba fuera, pero con el HR de Javier "El Charol" Castro la Sexta Zona calificó a la final contra Indios donde fueron sorprendidos en el primer juego, pero de ahí en adelante el bateo de largo alcance llegó y Manzaneros ganó una vez más el campeonato, en el último juego de la final ganaron 31-6. Esto marcó el final para el bat de aluminio.

## 1999-2001: Años de amarguras.
En 1999 el estatal se volvió a jugar con el bat de madera y esto si afectó a los Manzaneros, ya que perdieron poder de bateo y el equipo se vio muy pesado. Nunca pudieron tener un nivel óptimo y cuando mejor estaba los Manzaneros el equipo fue eliminado por Dorados.
En el año 2000 Manzaneros con un equipo reforzado y entrenado a conciencia tuvo un buen año en a ronda regular, calificaron a los play-offs venciendo a Rojos sin problemas. En semifinales su rival sería los Dorados de Chihuahua que los puso en la lona en la serie (0-3), pero Manzaneros les empató la serie y de ahí se armó una bronca que trascendió a nivel internacional, al final de cuentas Manzaneros decidió retirarse de la contienda.
En el 2001 Manzaneros inició muy bien el torneo, incluso fue superlider por 6 jornadas pero bajó su nivel de juego y nunca pudieron recuperarse. En cuartos de final enfrentarían a Indios los cuales los pusieron en la serie con un 0-3, Manzaneros que es un equipo aguerrido empató la serie pero en el juego decisivo Cd. Juárez ganó y Manzaneros no calificó.

## 2002: Revancha y Campeonato.
En el 2002 Manzaneros fue un equipo con carencia en el pitcheo, falta de trabajo, talento y grillas marcaron la salida de peloteros claves, con todo y esto Cuauhtemoc tomó su nivel más alto en los play-offs, ahí nadie lo pudo parar: Delicias fue barrido, a Juárez lo eliminaron en la Frontera y a los Dorados los marcaron con un 4-0. Con esto, los Manzaneros ganaron por última vez el campeonato y con ello se sacaron la espina de todo lo que los capitialinos les han hecho.
Para 2003, Manzaneros tuvo una temporada de altibajos, pese a todo pudo calificar a play-offs, donde en cuartos de final dejó fuera a Juárez, pero en semifinales dejó el campeonato en mano de los Dorados de Chihuahua.
En el 2004, Manzaneros se reforzó con peloteros que ya habían militado en la VI Zona como Edgar González y Alonso Valenzuela, además contaron con los servicios de Juan Peña. Cuauhtemoc fue marcado como uno de los favoritos, quedó en segundo lugar del torneo en su fase regular. En play-offs, eliminó en Cuartos a Venados, en semifinal eliminó a los Dorados. En la final en la cual se tornaba pareja e incluso Manzaneros salía ligeramente favorito, fueron barridos por Mazorqueros de Camargo.
Para el 2005, Manzaneros tuvo mucho problemas internos, se cambiaron 3 veces de mánager, el equipo nunca tuvo esa garra que les caracterizaba e incluso cayeron al grupo B para competir con equipos débiles. Calificaron a cuartos donde fueron eliminados por Mineros de Parral.

## 2006: Cuauhtemoc inicia otra era.
Después de la peor temporada de Manzaneros en muchos años, el equipo recibe refuerzos de la capital por la salida de Luis Eduardo García, parecía que Manzaneros perdería un gran jugador pero el tiempo le da la razón al comité. Llegaron a Cuauhtemoc José "Toro" Nolasco, Oscar Blázquez, Marcos Peñaloza y Adriél Rascón. Una característica del equipo de Manzaneros es que por primera vez utiliza en su mayor parte peloteros de la región de Cuauhtemoc y muchos de ellos son peloteros que apenas inician su proceso en primera fuerza.
Sin duda Manzaneros fue un equipo muy regular, en la primera parte inició bien, solo recibieron doloroso revés de Algodoneros al ser barridos en Cuauhtemoc. Cuauhtemoc calificó a play-offs eliminando en cuartos a Soles, en Semifinales dejó fuera a Mazorqueros y esto ya lo hizo considerar un equipo de respeto. En la final, Manzaneros volvía a enfrentarse a Algodoneros y pese a iniciar abajo en la serie, terminaron por apalear a Delicias para ganar el primer torneo y el derecho de jugar la final.
Para el segundo torneo, Manzaneros trató de mantener el ritmo y evitar lesiones que los llevara a la baja de juego, Marcelo Juárez trató de no cansar tanto al equipo. Calificó a los play-offs y enfrentó a Mazorqueros, a los cuales los barrió en la serie. En semifinal, se presentaba el Clásico de la Sierra donde Manzaneros se puso abajo en la serie y terminó venciendo a los Venados de Madera. En la final, Manzaneros enfrentaría a Dorados, si Manzaneros ganaba se coronaba campeón 2006, pero no pudieron ante la fuerza del equipo capitalino y cayeron en 5 juegos, por lo que se tenía que jugar una serie por el campeonato.
En la serie final-final, Manzaneros tuvo la serie 2-0, pero los pupilos de Marcelo Juárez empezó a bajar la guardia y fueron empatados en la serie, por lo que el campeonato se decidió en un solo juego en Cuauhtemoc. El inicio no pudo ser peor para Manzaneros al recibir HR de Jorge "Choco" Rodríguez en la misma primera entrada, pero el gran pitcheo de Oscar Blázquez y el batazo de Esteban Gallardo de HR pusieron a Manzaneros un título más en su historia, aunque el ex-Manzaneros Luis Eduardo García le puso peligro al título con HR y la pizarra se comprometía, pero 

## Cuauhtemoc cerró fuerte y levantó el trofeo 2006.
Para el 2007, el conjunto de Manzaneros tuvo un flojo inicio el cual le costó el puesto al Dr. Monico Armendáriz, entrando una vez más al quite Marcelo Juárez. El pitcheo no lograba asentarse y calificó en la última jornada a play-offs. En la segunda fase, Manzaneros se enfrentó a Mazorqueros de Camargo, una serie muy pareja donde el oficio de Manzaneros logró imponerse ante la juventud de Mazorqueros. En semifinales, Cuauhtemoc enfrentaría a los Algodoneros de Delicias a los cuales les habían ganado los dos primeros juegos en calidad de visitantes. Manzaneros no supo aprovechar su condición de local y dejó que Algodoneros volviera a la pelea, esto le costó perder la serie.
En el 2008, Manzaneros contaba con un equipo de mucho bateo y más con la llegada de uno de los mejores bats del béisbol del estatal como lo es el parralense Rogelio Lugo el cual estuvo a punto de llevarse a triple corona de bateo, desafortunadamente el equipo carecía de pitcheo. Pese a todo, Manzaneros calificó a play-offs en segundo lugar, eliminó en 6 juegos a los Indios de Cd. Juárez en la segunda ronda. En semifinales, Manzaneros enfrentaría a Mineros de Parral, aunque el equipo de la Sexta Zona demostró coraje y ser un rival fuerte para una final, perdieron la serie en 6 partidos.